# سلطان‌آباد (کرمان)
سلطان‌آباد روستایی در دهستان زنگی‌آباد بخش مرکزی شهرستان کرمان استان کرمان ایران است.

## جمعیت
بر پایه سرشماری عمومی نفوس و مسکن در سال ۱۳۹۵ این روستا بدون جمعیت بوده‌است.